# Dhanwār
Dhanwār är en ort i Indien.   Den ligger i distriktet Girīdīh och delstaten Jharkhand, i den östra delen av landet, 1 000 km sydost om huvudstaden New Delhi. Dhanwār ligger 355 meter över havet och antalet invånare är 8 512.
Terrängen runt Dhanwār är platt. Runt Dhanwār är det tätbefolkat, med 476 invånare per kvadratkilometer. Det finns inga andra samhällen i närheten. Trakten runt Dhanwār består till största delen av jordbruksmark.